# China Cup 2019
La Gree China Cup International Football Championship 2019 (in cinese: 2019年格力中国杯国际足球锦标赛), è la terza edizione della China Cup. Si è svolta dal 21 al 25 marzo 2019 nella città di Nanning

## Partecipanti
L'11 febbraio 2019 sono stati resi noti i partecipanti al torneo.
| Squadra    | Ranking FIFA (Febbraio 2019) |
| ---------- | ---------------------------- |
| Uruguay    | 7                            |
| Cina       | 72                           |
| Uzbekistan | 89                           |
| Thailandia | 115                          |

## Incontri

### Tabellone
|  | Semifinali | Semifinali | Semifinali |         |            | Finale      | Finale      | Finale      |  |
|  |            |            |            |         |            |             |             |             |  |
|  | Cina       | Cina       | 0          |         |            |             |             |             |  |
|  | Cina       | Cina       | 0          |         |            |             |             |             |  |
|  | Thailandia | Thailandia | 1          |         |            |             |             |             |  |
|  | Thailandia | Thailandia | 1          |         | Thailandia | Thailandia  | 0           |             |  |
|  |            |            |            |         | Thailandia | Thailandia  | 0           |             |  |
|  |            |            | Uruguay    | Uruguay | 4          |             |             |             |  |
|  | Uzbekistan | Uzbekistan | Uruguay    | Uruguay | 4          | 0           |             |             |  |
|  | Uzbekistan | Uzbekistan |            |         |            | 0           |             |             |  |
|  | Uruguay    | Uruguay    | 3          |         |            | Terzo posto | Terzo posto | Terzo posto |  |
|  | Uruguay    | Uruguay    | 3          |         |            |             |             |             |  |
|  |            |            |            |         |            |             |             |             |  |
|  |            |            |            |         |            | Cina        | Cina        | 0           |  |
|  |            |            |            |         |            | Cina        | Cina        | 0           |  |
|  |            |            |            |         |            | Uzbekistan  | Uzbekistan  | 1           |  |

### Semifinali
| Arbitro: | Salman Ahmad Falahi |

|  |           |               |
|  | Marcatori | 33’ Chanathip |

| Arbitro: | Milorad Mažić |

|  |           |                            |
|  | Marcatori | 5’ Pereiro 23’, 82’ Stuani |

### Finale 3º - 4º posto
| Arbitro: | Mohammed Al-Shammari |

|  |           |               |
|  | Marcatori | 5’ Shomurodov |

### Finale
| Arbitro: | Ma Ning |

|  |           |                                            |
|  | Marcatori | 6’ Vecino 38’ Pereiro 58’ Stuani 88’ Gómez |

## Marcatori
3 reti
- Cristhian Stuani

2 reti
- Gastón Pereiro

1 rete
- Chanathip Songkrasin
- Matías Vecino
- Maxi Gómez
- Eldor Shomurodov